# Rio São Miguel (vattendrag i Brasilien, Minas Gerais, lat -16,43, long -41,00)
Rio São Miguel är ett vattendrag i Brasilien.   Det ligger i delstaten Minas Gerais, i den östra delen av landet, 700 km öster om huvudstaden Brasília.
Omgivningen kring Rio São Miguel är huvudsakligen savann. Området är  glesbefolkat, med 8 invånare per kvadratkilometer.